# Tikovo drvo
Tikovo drvo (tik; lat. Tectona), biljni rod iz porodice medićevki (Lamiaceae) kojemu pripada tri vrste tropskog tvrdog drveća iz Azije

## Opis
Tik je listopadno drvo koje često naraste i do 40 metara visine. Njegovo drvo (poznato kao tikovina) jedno je od najskupljih na svijetu, a Indonezija je njezin vodeći svjetski proizvođač. Sadrži velike količine ulja zbog čega je vrlo otporno na atmosferske pojave i napade insekata, pa se koristi u izgradnji paluba na čamcima.
Rod je opisan u Supplementum Plantarum 20, 151. 1781[1782]. Tipična vrsta je Tectona grandis L. f.

## Vrste
1. Tectona grandis L.f.
2. Tectona hamiltoniana Wall.
3. Tectona philippinensis Benth. & Hook.f.

## Sinonimi
- Nautea Noronha; Verh. Batav. Gen. 5: (1790) ed. I. Art. IV. 3
- Theka Adans.; Fam. 2: 445 (1763)
- Jatus Rumph. ex Kuntze; Revis. Gen. Pl. 2: 508 (1891)